# Fabrizio Russo
Fabrizio Russo (Milán, Italia, 14 de agosto de 1970) es un ilustrador y dibujante de cómic italiano.

## Biografía
Estudió como ilustrador en la Scuola Superiore d'Arte del Castello Sforzesco. En 1991 asistió a la Scuola del Fumetto de Milán, siendo su profesor Enea Riboldi, y empezó a aprender las técnicas de la historieta. Tras algunas experiencias en el campo de la ilustración, en 1994 comenzó su colaboración con al editorial Bonelli, debutando en las páginas de Zona X. Para esta serie creó gráficamente el personaje Robinson Hart, ideado por Luigi Mignacco, y dibujó siete episodios hasta el cierre de la serie. Tras trabajar para Martin Mystère, entró a formar parte del equipo de Dampyr. Desde 2010 colabora con la editorial francesa Clair De Lune, para la que realizó los dibujos de Rapa Nui y Death Valley. En 2020 realizó una historia de Tex.